# Das Lied von Bernadette (Film)
Das Lied von Bernadette (Originaltitel: The Song of Bernadette) ist ein US-amerikanisches Filmdrama des Regisseurs Henry King aus dem Jahr 1943. Als Vorlage diente der gleichnamige Roman von Franz Werfel über das Leben der heiliggesprochenen Bernadette Soubirous.

## Handlung
Das schwächliche Mädchen Bernadette lebt Mitte des 19. Jahrhunderts in dem kleinen französischen Dorf Lourdes. An einem Nachmittag lassen ihre Geschwister sie an einem Fluss zurück, damit sie sich bei der Überquerung nicht erkältet. Ihr erscheint in einer Grotte eine weibliche Heiligenerscheinung mit der Aufforderung, mit ihr den Rosenkranz zu beten. Später gibt sie ihr die Aufgabe, nach einer Quelle zu suchen. Bernadette findet die Quelle – das Wasser scheint heilsame Wirkung zu haben. Die Dorfbewohner fürchten um den Ruf ihres Ortes, auch die Kirche hält sich zunächst bedeckt. Bernadette wird verhört und soll ihre Aussagen zurücknehmen, doch bleibt sie bei ihrer Aussage, wirklich Erscheinungen gesehen zu haben. Als aus Lourdes ein großer Wallfahrtsort wird, geht Bernadette in ein Kloster, wird dort von ihrer Novizenlehrerin gedemütigt und stirbt jung an Knochentuberkulose.

## Hintergrund
Jennifer Jones ist das Pseudonym von Phyllis Isley. Unter diesem Namen hatte sie bereits 1939 drei kleinere Filme gedreht, ohne dabei größere Aufmerksamkeit zu erzielen. Sie nahm den Künstlernamen an, um für diesen Film als „entdeckt“ zu gelten.
Im Film erkennt Bernadettes Vorgesetzte zuletzt, dass es sich bei ihr um eine Auserwählte handelte, und bereut ihr herrisches Verhalten. In Wirklichkeit blieb Marie-Thérèse Vauzous bei ihrer negativen Einschätzung und widersetzte sich auch nach Bernadettes Tod deren Verehrung als Heilige.
Mit zwei Millionen Dollar war der Film für Twentieth Century Fox die teuerste Produktion des Jahres 1943.
Ursprünglich sollte Linda Darnell, die die Heiligenerscheinung spielte, die Titelrolle bekommen, verlor sie dann aber an Jennifer Jones. Linda Darnells Name wird auch nicht im Vorspann aufgeführt.

## Kritiken
Der film-dienst bewertete Kings Film in seiner Kritik als „episch breit angelegtes historisch-religiöses Drama“, das durch „die schlichte Gläubigkeit und die (fast immer gewahrte) Dezenz der Darstellung“ besteche. Etwas kritischer sah den Film der Evangelische Film-Beobachter: „Ein vor allem durch die Auswahl der Darsteller um religiöse Ernsthaftigkeit bemühtes Werk, das aber wegen der Direktheit in den Wunderszenen und der Perfektion, auch den letzten Skeptiker zu überzeugen, nur mit Vorbehalten gewürdigt werden kann.“

## Auszeichnungen
- 1944: Oscars in den Kategorien Beste Hauptdarstellerin (Jones) und Bestes Szenenbild (Schwarzweiß), Beste Kamera (Schwarzweiß), Beste Filmmusik; acht weitere Nominierungen
- 1944: Golden Globes in den Kategorien Bestes Filmdrama, Beste Regie, Beste Hauptdarstellerin (Jones)

## Deutsche Fassung
Die deutsche Synchronfassung entstand durch die Bavaria Synchron, München-Geiselgasteig. Für Dialogbuch und Dialogregie war Kurt Hoffmann verantwortlich.
| Rolle                   | Darsteller       | Synchronsprecher  |
| ----------------------- | ---------------- | ----------------- |
| Bernadette Soubirous    | Jennifer Jones   | Elfie Beyer       |
| Antoine Nicolau         | William Eythe    | Heinz Leo Fischer |
| Pater Peyramale         | Charles Bickford | Til Kiwe          |
| Vital Dutour            | Vincent Price    | Walter Holten     |
| Dr. Dozous              | Lee J. Cobb      | Paul Dahlke       |
| Schwester Marie Therese | Gladys Cooper    | Gertrud Spalke    |
| Louise Soubirous        | Anne Revere      | Eva Vaitl         |
| Francois Soubirous      | Roman Bohnen     | Hans Pössenbacher |

## Weitere Verfilmungen
- Bernadette, Frankreich 1987 – mit Sydney Penny als Bernadette; Regie: Jean Delannoy
- Bernadette von Lourdes, Italien/Frankreich/Luxemburg 2001 – mit Angèle Osinsky als Bernadette; Regie: Lodovico Gasparini